# Simon Chinn

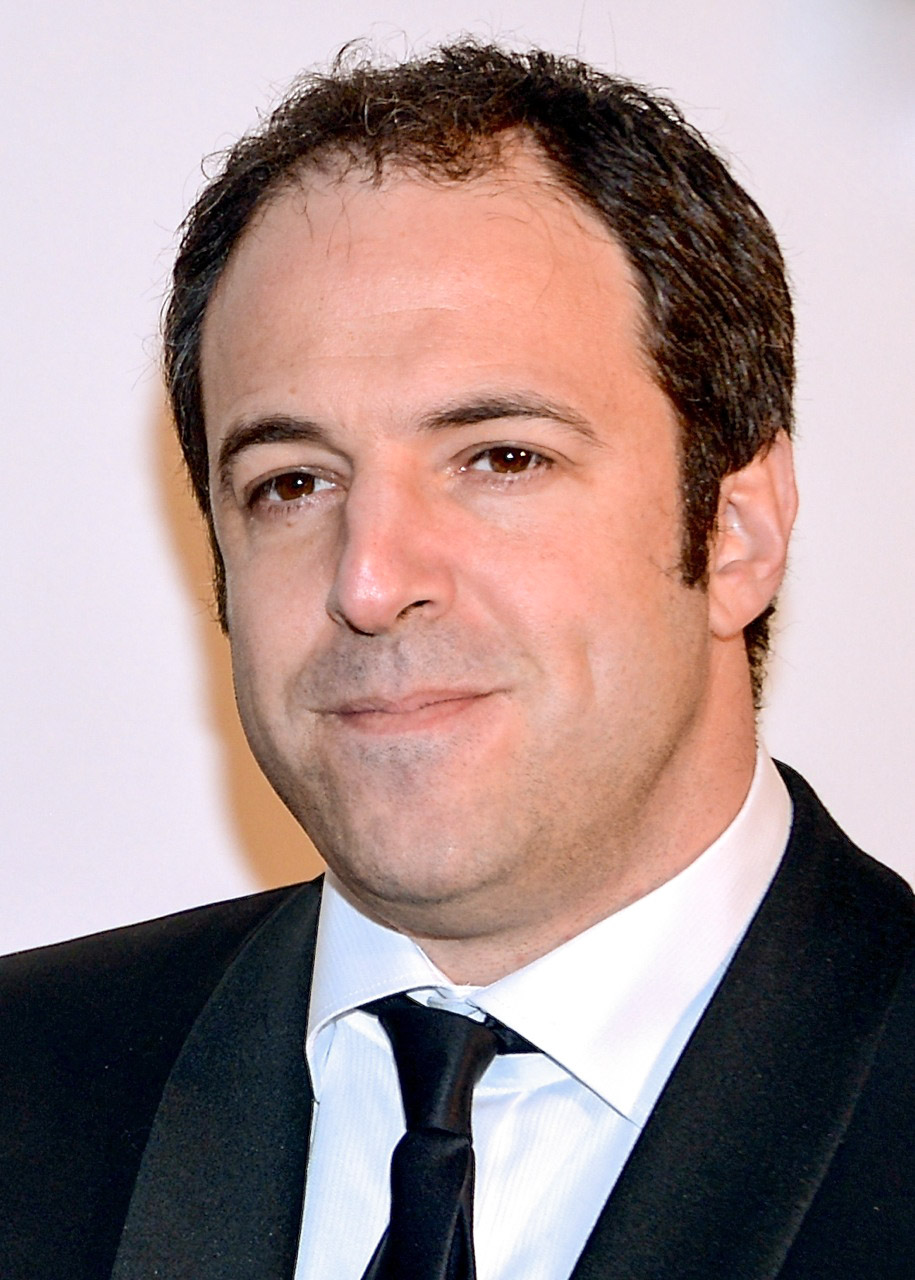
Simon Chinn 2013

Simon Chinn ist ein Filmproduzent, der sich auf Dokumentarfilme konzentriert und zwei Oscars gewann.

## Karriere
Simon Chinn begann 1997 als Associate Producer bei der britischen Fernsehdokumentation The Feel Good Factor. Als Filmproduzent war erstmals 2002 für den Fernsehfilm Smallpox 2002: Silent Weapon verantwortlich. Im Jahr 2009 wurde sein produzierter Dokumentarfilm Man on Wire mit einem Oscar in der Kategorie Bester Dokumentarfilm und einem BAFTA-Award ausgezeichnet.
Seinen zweiten Oscar erhielt er 2013 für Searching for Sugar Man, der ebenfalls mit einem BAFTA-Award ausgezeichnet wurde.

## Filmografie (Auswahl)
- 1997: The Feel Good Factor
- 2002: Smallpox 2002: Silent Weapon
- 2002: America Beyond the Color Line with Henry Louis Gates Jr.
- 2005: The Government Inspector (Fernsehfilm)
- 2007: Das zweite Leben - Dr. Barnard und die erste Herztransplantation (Fernsehfilm)
- 2008: Man on Wire
- 2011: Project Nim
- 2012: Searching for Sugar Man
- 2012: Everything or Nothing: The Untold Story of 007
- 2012: The Imposter
- 2014: El Chapo – Im Namen des Kartells (The Legend of Shorty)
- 2023: David Holmes: Der Junge, der überlebt hat (David Holmes: The Boy Who Lived, Dokumentarfilm)